# کیزوواتنا
کیزوواتنا (انگلیسی: Kizzuwatna)نام یک پادشاهی باستانی آناتولی در هزاره دوم قبل از میلاد است. این شهر در ارتفاعات جنوب شرقی آناتولی، در نزدیکی خلیج اسکندرون، در ترکیه امروزی قرار داشت. کوه‌های توروس و رود جیهان آن را احاطه کرده بود. مرکز پادشاهی شهر کومانی و واقع در ارتفاعات بود. در دوران بعد، همان منطقه به کیلیکیه معروف شد.

## سرزمین
این کشور دارای منابع ارزشمندی مانند معادن نقره در کوه‌های توروس بود. دامنه کوهستانی آن هنوز هم تا حدودی پوشیده از جنگل است. باران‌های سالیانه زمستانی کشاورزی را در این منطقه بسیار زود ممکن کرد. در دشت‌های پایین رودخانه جیهان، زمین‌های کشاورزی غنی وجود داشت.

## مردم
چندین گروه قومی با هم در پادشاهی کیزوواتنا زندگی می‌کردند. هوری‌ها حداقل از آغاز هزاره دوم قبل از میلاد در این منطقه ساکن بودند. گسترش هیتی‌ها در اوایل دوره پادشاهی قدیم (در زمان هاتوسیلی اول و مورسیلی اول) احتمالاً هیتی‌ها و لووی‌ها را به جنوب شرقی آناتولی می‌آورد. زبان لووی بخشی از گروه زبان‌های هند و اروپایی بود که پیوندهای نزدیکی با زبان هیتی داشت. هم هیتی‌های محلی و هم لووی‌ها احتمالاً پس از تضعیف پادشاهی قدیمی هیتی‌ها در تشکیل کیزوواتنا مستقل مشارکت داشتند. نام کیزوواتنا احتمالاً اقتباسی لووی از هیتی *kez-udne «کشوری در این سوی (کوه‌ها)» است، در حالی که نام ایسپوتاهسو قطعاً هیتی است و نه لووی. فرهنگ هوری در کیزوواتنا پس از ورود به حوزه نفوذ پادشاهی هوریان میتانی که درجات مختلفی از خویشاوندی با آنها داشتند، برجسته تر شد.
پودوهپا، ملکه پادشاه هیتی هاتوسیلی سوم، از کیزوواتنا، جایی که در آن یک کشیش بود، آمد. مجموعه ای از متون مذهبی به نام آیین‌های کیزوواتنا در هاتوسا کشف شده‌است.

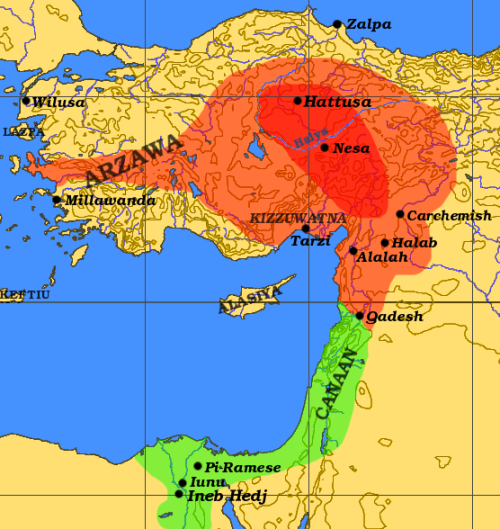
گسترش امپراتوری‌های هیتی (سرخ) و مصر (سبز)

## تاریخ
سارگون پادشاه اکد ادعا کرد که در قرن ۲۳ قبل از میلاد به کوه‌های توروس (کوه‌های نقره ای) رسیده‌است. با این حال، باستان‌شناسی هنوز هیچ گونه نفوذ تمدن اکدی را در این منطقه تأیید نکرده‌است. مسیرهای تجاری از آشور به کاروم در ارتفاعات آناتولی در اوایل هزاره دوم قبل از میلاد از کیزوواتنا می‌گذشت.
پادشاهان کیزوواتنا در هزاره دوم قبل از میلاد تماس مکرری با هیتی‌ها در شمال داشتند.
در جنگ قدرتی که بین هیتی‌ها و پادشاهی هوریان میتانی به وجود آمد، کیزوواتنا به دلیل موقعیت مکانی خود به یک شریک استراتژیک تبدیل شد. ایسپوتاهسو با تلپینو پادشاه هیتی‌ها پیمانی بست. کیزوواتنا از زمان سلطنت شوناشورا اول تا پادشاه هیتی، آرنوواندا اول، متحد میتانی شد که بر کشور مسلط شدند و آن را به یک پادشاهی تابع تبدیل کرد. زمین بسیار ناهموار و نامطلوب کوه‌های تارسوس این احتمال را ایجاد کرد که کیزووانتاها برای باقی ماندن در موقعیت برجسته در میان همسایگان هوری زبان و لووی زبان خود، شرایط مساعدی را درخواست کردند و متعاقباً به آنها اعطا شده باشد.
کیزوواتنا در طول سلطنت سوپیلولیوما اول شورش کرد اما به مدت ۲۰۰ سال در امپراتوری هیتی ماند. در نبرد معروف کادش (حدود ۱۲۷۴ قبل از میلاد)، کیزوواتنا برای پادشاه هیتی نیروهایی را تأمین کرد. این منطقه به داشتن سوارکاران چیره‌دست، که برخی از اولین‌ها در نواحی جنوب منطقه قفقاز بودند معروف بود، و مردمان آن اسب‌هایی را تهیه کردند که بعداً موجب استفاده تهاجمی‌تر از ارابه توسط هیتی‌ها نسبت به رقبای مصری و آشوری را داد.
مردمان این سرزمین، متخصص معدن و آهنگر بودند. آن‌ها اولین کسی بود که «آهن سیاه» را که به نظر می‌رسد آهنی با منشأ شهاب سنگی است، در سلاح‌هایی مانند گرز، شمشیر و کلاهک برای نیزه استفاده کرد.